# Королева крику
«Королева крику» (англ. Scream queen) — амплуа акторки, яка часто знімається у фільмах жахів або з'являється на екрані як жертва, яку переслідують монстри та маніяки, або ж регулярно грає головні жіночі ролі у фільмах цього жанру.

## Історія
Жінки у ролі головної героїні — жертви вперше з'явилися у німих фільмах жахів (наприклад, «Кабінет доктора Калігарі» (1920) і «Носферату. Симфонія жаху» (1922)). Історик кіно Джордж Фелтеншстейн зауважив з цього приводу: «Жінки, що волають від жаху, були оплотом Голлівуду — навіть коли фільми були німими».
Першою королевою крику, що отримала всесвітню популярність, була Фей Рей — красуня з фільму «Кінг-Конг» (1933). Проте, подібна популярність не тішила актрису, й згодом вона переїхала до Англії, щоб уникнути продовження своєї творчої кар'єри з подібним титулом, заявляючи, що «мені це взагалі не подобається… називатися Королевою Крику».

## Представниці
- Фей Рей
- Джанет Лі
- Барбара Стіл[en]
- Мерилін Бернс[en]
- Ді Воллес[en]
- Едріенн Барбо
- Джеймі Лі Кертіс
- Даніель Гарріс
- Нів Кемпбелл
- Сара Мішель Геллар
- Дженніфер Лав Г'юїтт
- Кетрін Ізабель
- Анджела Беттіс[en]
- Шері Мун Зомбі[en]
- Макарена Гомес
- Майка Монро
- Емма Робертс
- Віра Фарміґа
- Самара Вівінг
- Міа Гот
- Дженна Ортега
- Мелісса Баррера